# Samuel Willenberg

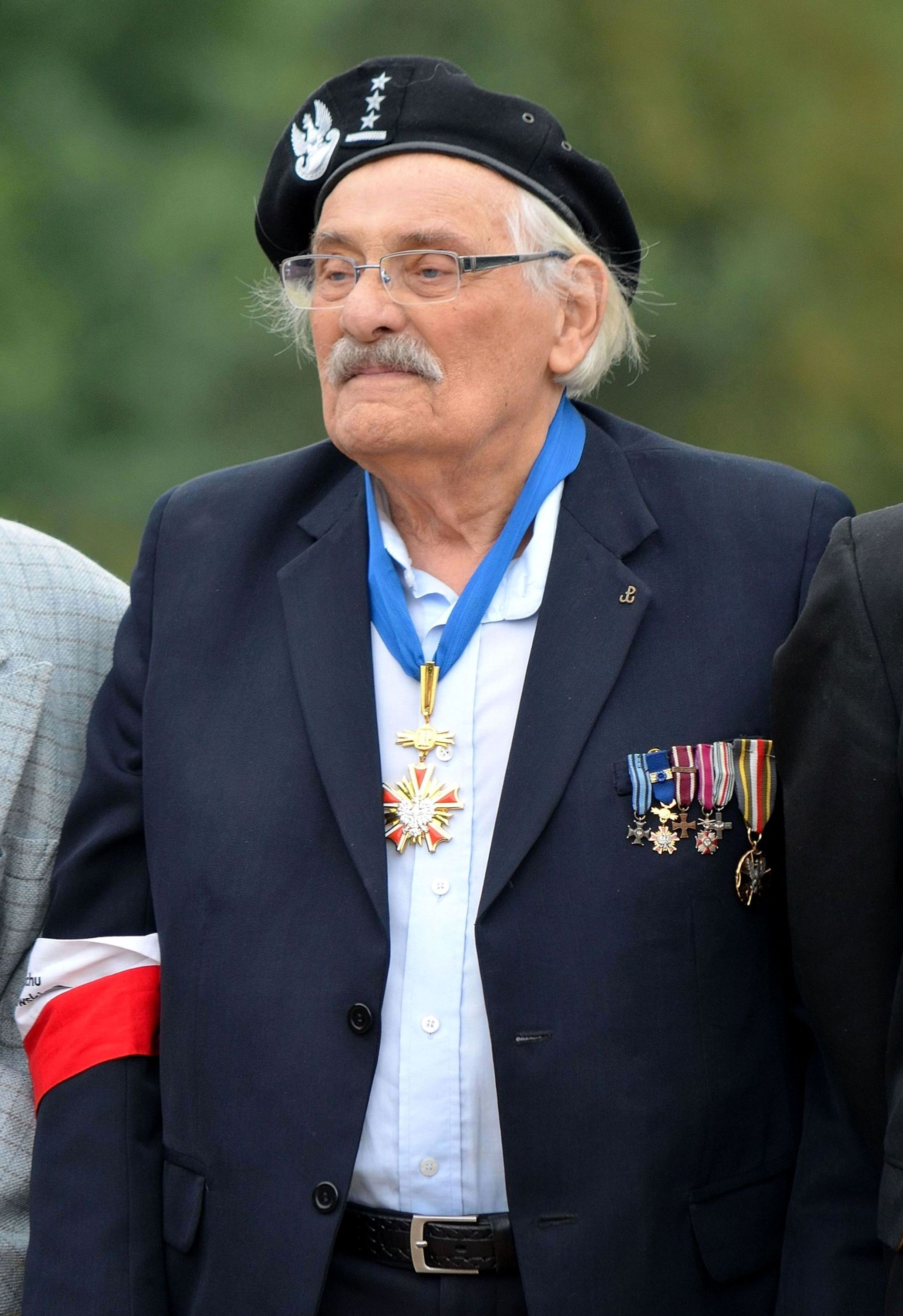
Samuel Willenberg (2013)

Samuel Willenberg (geboren am 16. Februar 1923 in Częstochowa; gestorben am 19. Februar 2016 in Tel Aviv) war ein polnisch-israelischer Bildhauer, Buchautor und Überlebender des Vernichtungslagers Treblinka.

## Leben
Samuel Willenbergs Vater, Perec Willenberg, arbeitete als Kunstlehrer an einem jüdischen Gymnasium und war ein bekannter Synagogenmaler. Seine Mutter stammte aus einer russischen Adelsfamilie. Sie floh nach der russischen Revolution nach Polen. Weil sein Vater eine Synagoge bemalen sollte, zog die Familie kurz vor Beginn des Zweiten Weltkriegs nach Opatów.
Nach dem Einmarsch der Wehrmacht und später der Roten Armee diente Samuel Willenberg mit 16 Jahren als Freiwilliger bei der polnischen Heimatarmee.
Willenberg wurde im Oktober 1942 von Deutschen in Opatów verhaftet. Bis dahin war er einer Verhaftung mit gefälschten Papieren – und wegen seines „arischen Aussehens“ – entkommen. Er wurde – so wie der Großteil der jüdischen Gemeinde Opatóws – ins Vernichtungslager Treblinka deportiert, wo er bei der Selektion der Deportierten vorgab, Maurer zu sein. So wurde er als Arbeitshäftling registriert, während die restlichen Deportierten seines Transportes sofort in die Gaskammern geschickt wurden. Im Lager musste er die Kleidung der kurz zuvor ermordeten Deportierten sortieren. Ein besonders tragisches Erlebnis war dabei der Fund der Kleidung seiner beiden Schwestern, Tamara und Ita.
Am 2. August 1943 organisierten Häftlinge des Lagers – unter ihnen auch Willenberg – den Aufstand von Treblinka, um eine Massenflucht zu ermöglichen. Willenberg gelang es tatsächlich, trotz einer Schussverletzung am Bein, zu entkommen. Er erreichte Warschau, wo er bis Kriegsende an der Seite der polnischen Untergrundarmee gegen die Deutschen beim Warschauer Aufstand kämpfte. 1945/1946 diente er als Leutnant in der Polnischen Volksarmee.
Im Auftrag einer zionistischen Organisation suchte Willenberg nach dem Krieg jüdische Kinder, die den Holocaust im Verborgenen überlebt hatten, und es gelang ihm, jüdische Jugendliche illegal nach Italien zu bringen. 1948 heiratete er Ada Lubelczyk; sie hatte von ihren Eltern aus dem Warschauer Ghetto geschmuggelt werden können.
Als Willenberg 1950 die Erlaubnis erhielt, Polen zu verlassen, musste er seine polnische Staatsbürgerschaft aufgeben. Er emigrierte nach Israel. Dort arbeitete Willenberg vierzig Jahre lang für das Entwicklungsministerium.
Nach seiner Pensionierung begann eine „zweite Karriere“: Er schloss ein Studium der Malerei, Bildhauerei und Kunstgeschichte in Tel Aviv ab. Seine ausdrucksstarken Skulpturen zeigen Szenen und Menschen aus dem Alltag von Treblinka. Sie waren bereits in mehreren Ausstellungen zu sehen, u. a. auch in Deutschland. 1986 veröffentlichte er ein Buch über den Aufstand vor Treblinka in hebräischer Sprache, das in mehrere Sprachen übersetzt wurde. 2009 erschien es in deutscher Sprache.
Samuel Willenberg lebte mit seiner Frau Ada Lubelczyk Willenberg und seiner Tochter in Tel Aviv. Vor seinem Tod im Februar 2016 im Alter von 93 Jahren war er der letzte Überlebende des Aufstands im Vernichtungslager Treblinka. Er wurde am 22. Februar auf dem Friedhof der Moschaw Udim in der Nähe von Netanja in Anwesenheit des Staatspräsidenten Israels Reuven Rivlin beerdigt.

## Ausstellung
Im Laufe von drei Jahren schuf Willenberg 15 Bronzeskulpturen. Seine Skulpturen wurden von Mai 2008 bis Mai 2009 unter dem Ausstellungstitel Die Kunst der Erinnerung in verschiedenen deutschen Städten ausgestellt.

## Publikationen
- Treblinka. Lager, Revolte, Flucht, Warschauer Aufstand. Unrast, Hamburg / Münster 2009 (Übersetzt von Steffen Hänschen), ISBN 978-3-8977-1820-3 (zuvor: Bunt w Treblince Res Publica, Warszawa 1991, ISBN 83-7046-192-1 polnisch).